# Benny Barbash
Pour les articles homonymes, voir Barbash.
Benny Barbash, né le 8 août 1951 à Beer-Sheva (Israël), est un écrivain, dramaturge et scénariste israélien.

## Biographie
Il détient un diplôme en histoire de l'université de Tel Aviv.
Il sert pendant plus de dix ans dans l'armée israélienne et subit de graves blessures lors de la guerre du Yom Kippour. Dans les années 1980 et 1990, il milite au sein du mouvement La Paix maintenant.
En 1984, il signe, en collaboration avec Uri Barbash et Eran Preis, le scénario du film israélien Au-delà des murs (Me'Ahorei Hasoragim), qui remporte plusieurs prix et est nommé à l'Oscar du meilleur film en langue étrangère.
Paru en Israël en 1994, son roman My First Sony connaît un franc succès en Israël et dans de nombreux pays d'Europe. Il obtient le Prix Wizo en Italie et le prix grand public du Salon du livre de Paris en 2008.

## Œuvres
- May peyrsṭ Swniy (1994) Publié en français sous le titre My First Sony, traduit par Dominique Rotermund, Paris, éditions Zulma, , 475 p., 2008 (ISBN 978-2-843-04434-2) ; réédition, Paris, Points, coll. « Points » no P2644, 2011  (ISBN 978-2-7578-2396-5) ; réédition, Paris, Zulma, coll. « Z/a », 2016  (ISBN 978-2-84304-769-5)
- Hiylwk ḥwzer (2003) Publié en français sous le titre Monsieur Sapiro, traduit par Dominique Rotermund, Paris, Zulma, 351 p., 2011 (ISBN 978-2-84304-573-8) ; réédition, Paris, Points, coll. « Points » no P4298, 2016  (ISBN 978-2-7578-3064-2) ; réédition, Paris, Zulma, coll. « Z/a », 2016  (ISBN 978-2-84304-769-5)
- Hamapaṣ haqaṭan (2009) Publié en français sous le titre Little Big Bang, traduit par Dominique Rotermund, Paris, éditions Zulma, 164 p., 2010 (ISBN 978-2-843-04434-2) ; réédition, Paris, Points, coll. « Points » no P2960, 2013  (ISBN 978-2-7578-3065-9)
- Haḥayyim bḥamiyšiym daqwt (2014) Publié en français sous le titre La Vie en cinquante minutes, traduit par Rosie Pinhas-Delpuech, Paris, Zulma, 365 p., 2016 (ISBN 978-2-84304-736-7) ; réédition, Paris, Zulma, coll. « Z/a », 2016  (ISBN 978-2-84304-736-7)

## Filmographie
- 1984 : Au-delà des murs (Me'Ahorei Hasoragim), film israélien réalisé par Uri Barbash